# Barlinek (stacja kolejowa)
Barlinek – nieczynna stacja kolejowa przy linii kolejowej nr 410 w Barlinku, w województwie zachodniopomorskim, w Polsce.